# Râul Vorovești
Râul Vorovești este un curs de apă, afluent al râului Bahlui. 